# Donske (Simferopol)
Donske (în ucraineană Донське) este localitatea de reședință a comunei Donske din raionul Simferopol, Republica Autonomă Crimeea, Ucraina.

## Demografie
Componența lingvistică a localității Donske
     Rusă (81,95%)
     Ucraineană (8,97%)
     Tătară crimeeană (8,05%)
     Alte limbi (0,25%)
Conform recensământului din 2001, majoritatea populației localității Donske era vorbitoare de rusă (81,95%), existând în minoritate și vorbitori de ucraineană (8,97%) și tătară crimeeană (8,05%).